# I masnadieri
Pour les articles homonymes, voir Les Brigands.
Personnages
- Amalia, orpheline, nièce du comte (soprano)
- Massimiliano, comte régnant de Moor (basse)
- Carlo, son fils aîné (ténor)
- Francesco, son fils cadet (baryton)
- Arminio, chambellan de la famille régnante (ténor)
- Moser, berger (basse)
- Rolla, compagnon de Carlo Moor (ténor)
- Chœurs de jeunes dévoyés puis brigands, femmes, enfants, serviteurs (chœurs)

Airs
- Acte 1, scène 1 : Tu del mio Carlo al seno (Amalia)
- Acte 2, scène 2 : Carlo vive?... Oh caro accento (Amalia)

I masnadieri (Les Brigands en français) est un opéra en 4 actes de Giuseppe Verdi sur un livret d'Andrea Maffei tiré du drame de Friedrich von Schiller, Die Räuber, et créé au Her Majesty's Theatre, de Londres le 22 juillet 1847 . Avec La Battaglia di Legnano et Il corsaro, cet opéra fait partie de ceux composés lors des « années de galère » de Verdi, de 1844 à 1850, aussi, bien que celui-ci ait cherché de nouvelles voies, il demeure conventionnel et caractéristique du Verdi jeune.

## Genèse
Inspiré par la pièce Les Brigands de Friedrich von Schiller, l'opéra est créé alors que Giuseppe Verdi est malade. Verdi quitte l'Italie en mai 1847 pour se rendre à Londres et adapter le rôle d'Amalia à la voix de Jenny Lind.

## Création
La création de cet opéra eut lieu au Her Majesty's Theatre, de Londres le 22 juillet 1847, sous la direction de Verdi lui-même avec Jenny Lind dans le rôle d'Amalia. Ce fut un très grand succès.

### Distribution lors de la création
- Amalia, orpheline, nièce du comte : Jenny Lind (soprano)[3]
- Massimiliano, comte régnant de Moor : Luigi Lablache (basse)
- Carlo, son fils aîné : Italo Gardoni (ténor)
- Francesco, son fils cadet : Filippo Coletti (baryton)
- Arminio, chambellan de la famille régnante : Leone Corelli (ténor)
- Moser, berger : Lucien Bouché (basse)
- Rolla, compagnon de Carlo Moor : Dal-Fiori (ténor)
- Orchestre et chœurs du Her Majesty's Theatre, Londres
- Directeur d’orchestre : Giuseppe Verdi puis Michael William Balfe

## Argument
En Bohême et en Franconie au cours de la première moitié du XVIIIe siècle, entre 1755 et 1757. 
Carlo, à cause d'une intrigue provoquée par la jalousie de son frère Francesco, quitte sa famille et part tenter sa chance dans une vie de brigandage, mais cette vie au milieu des parias le déçoit. Il ne peut cependant se réconcilier avec son père puisque son frère fait tout pour l'empêcher par des nouvelles mensongères. Il fait ainsi croire à Massimiliano, le père, et à Amalia, amoureuse de Carlo, que ce dernier est mort et veut qu'Amalia épouse Francesco. Cette dernière, ne le voulant pas, se réfugie dans la forêt de Bohême. Francesco enferme son père et prend sa place, Carlo s'en rend compte mais il est trop tard pour agir : son père est mourant, lui-même est brigand par serment et pour éviter à Amalia la honte, il la tue et se suicide à son tour.

## Réception
Cet opéra fut globalement assez mal ou tièdement accueilli par le public des salles européennes, à l'exception de la création à Londres, avec Jenny Lind en prima donna qui fut un véritable triomphe. Un enregistrement avec Joan Sutherland (Amalia), Franco Bonisolli (Carlo), Matteo Manuguerra (Francesco), Samuel Ramey (Massimiliano) et dirigé par Richard Bonynge.

### Sources et bibliographie
- Istituto di studi verdiani
- Roland Mancini, « I masnadieri » dans Guide des opéras de Verdi, Jean Cabourg (dir.) Fayard, coll. Les Indispensables de la musique, Paris, 1990, pp. 265-278  (ISBN 2-213-02409-X)
- Patrick Favre-Tissot-Bonvoisin, " Giuseppe VERDI ", Bleu Nuit Éditeur, Paris, 2013. (ISBN 978-2-35884-022-4)
- Piotr Kaminski, « I masnadieri » dans Mille et un opéras, Fayard, coll. Les Indispensables de la musique, Paris, 2004, pp. 1585-1586  (ISBN 978-2-213-60017-8)